# Wassertorstraße 30 (Quedlinburg)

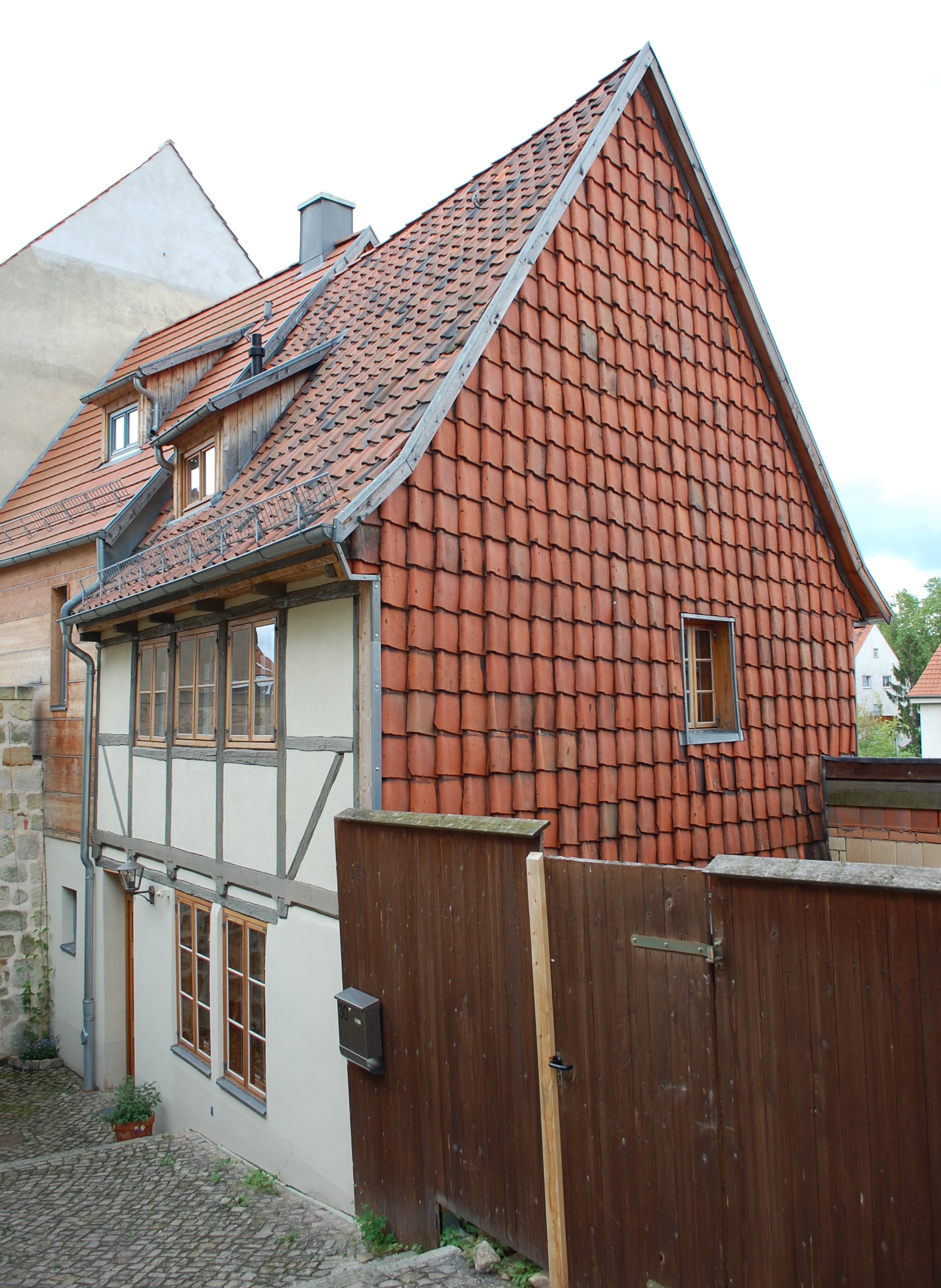
Haus Wassertorstraße 30

Das Haus Wassertorstraße 30 ist ein denkmalgeschütztes Gebäude in der Stadt Quedlinburg in Sachsen-Anhalt.

## Lage
Das im Quedlinburger Denkmalverzeichnis eingetragene Gebäude befindet sich südlich des Quedlinburger Schlossbergs und gehört zum UNESCO-Weltkulturerbe. Das Gebäude liegt unterhalb des Straßenniveaus der Wassertorstraße an deren Südseite am Aufgang von der Mühlenstraße.

## Architektur und Geschichte
Das zweigeschossige Fachwerkhaus entstand in der Zeit um 1670 als Haus für einen Bediensteten oder kleinen Handwerker im Umfeld des Quedlinburger Damenstifts. In späterer Zeit wurde das Gebäude verputzt. Ursprünglich gehörte das Haus zu einer kleinen Häuserzeile. Vor 1990 war das östlich angrenzende Haus Wassertorstraße 29 abgerissen wurden. Bis in die 1990er Jahre grenzt unmittelbar westlich ein nicht denkmalgeschütztes Haus an, welches jedoch ebenfalls abgerissen wurde, so dass das Haus Nummer 30 isoliert stand.
2006 wurde eine umfangreiche Sanierung durchgeführt. Zugleich errichtete man auch das Nachbarhaus Nummer 29 in Holzständerbauweise, so dass die städtebauliche Lücke zum Teil geschlossen wurde. Im Zuge der Sanierung wurden große Teile des Tragwerks des Hauses Wassertorstraße 30 erneuert, da umfangreiche Holzschäden bestanden. Mehrere noch aus der Bauzeit stammende Gefache mitsamt Lehmflechtwerk wurden jedoch erhalten. Im Haus steht nun eine Wohnfläche von 140 m² zur Verfügung.